# Балакин, Николай Пименович
Никола́й Пи́менович Бала́кин (20 августа 1922, Самодуровка, Саратовская губерния — 22 мая 1953, Сталинабад) — командир роты 120-го гвардейского стрелкового полка 39-й гвардейской стрелковой дивизии, гвардии капитан, участник Великой Отечественной войны, Герой Советского Союза (1946).

## Биография
Родился 20 августа 1922 года в селе Самодуровка (ныне — Белогорное Вольского района Саратовской области) в рабочей семье. В 1932 году переехал в Таджикскую ССР. После окончания средней школы в 1939 году работал экономистом на машинно-тракторной станции в кишлаке Колхозабад.
В 1941 году был призван на службу в Рабоче-крестьянскую Красную армию. С июля 1941 года — на фронтах Великой Отечественной войны. В 1941 году окончил курсы младших лейтенантов, в 1942 году — Чкаловское кавалерийское училище. В 1944 году вступил в ВКП(б). К апрелю 1945 года гвардии старший лейтенант Николай Балакин командовал 5-й ротой (штрафников) 120-го гвардейского стрелкового полка 39-й гвардейской стрелковой дивизии 8-й гвардейской армии 1-го Белорусского фронта. Отличился во время Берлинской операции.
В ночь с 22 на 23 апреля 1945 года во главе группы бойцов Балакин переправился через реку Шпрее и атакой с тыла уничтожил немецкое подразделение, охранявшее мост. 28 апреля был ранен, но остался в строю до тех пор, пока не получил второе ранение.

Отлично действовал двадцатидвухлетний командир роты 39-й гвардейской стрелковой дивизии старший лейтенант Николай Пименович Балакин. Разведав канализационные трубы, он принял смелое решение: пробраться по ним до канала, затем вплавь достигнуть противоположной стенки и там так же по сточному трубопроводу проникнуть в тыл противника. Манёвр был осуществлен блестяще. Рота Балакина разгромила два вражеских гарнизона, захватив в плен 68 автоматчиков и пулеметчиков батальона фольксштурма. Балакин, будучи раненым, продолжал руководить боем, пока не подоспела помощь.— Чуйков В. И. Конец третьего рейха. — М.: Советская Россия, 1973.
Указом Президиума Верховного Совета СССР от 15 мая 1946 года Николай Балакин был удостоен высокого звания Героя Советского Союза с вручением ордена Ленина и медали «Золотая Звезда».
После окончания войны Балакин был уволен в запас. Проживал в Душанбе, работал на кожевенном заводе. Умер 22 мая 1953 года, похоронен на Центральном кладбище Душанбе.

## Награды и звания
- Герой Советского Союза[3].
- Орден Ленина,
- Медаль «Золотая Звезда».
- Орден Александра Невского[4].
- Орден Отечественной войны II степени[5].
- Медаль «За оборону Сталинграда»[6].
- Медали СССР.